# جوني كارول (موسيقي)
جوني كارول (بالإنجليزية: Johnny Carroll)‏ هو قائد فرقة ‏ وموسيقي ومغني وعازف قيثارة ومغن مؤلف أمريكي، ولد في 23 أكتوبر 1937 في كليفلاند في الولايات المتحدة، وتوفي في 18 فبراير 1995 في دالاس في الولايات المتحدة بسبب قصور كلوي.

## وصلات خارجية
- جوني كارول على موقع ميوزك برينز (الإنجليزية)
- جوني كارول على موقع أول ميوزيك (الإنجليزية)
- جوني كارول على موقع ديسكوغز (الإنجليزية)